# Mads Albæk
Mads Winther Albæk, född 14 januari 1990 i Roskilde, är en dansk fotbollsspelare som spelar för tyska Weiche Flensburg. Albæk har representerat Danmarks U16-, U17-, U18-, U19-, U20- och U21-landslag.

## Karriär
Den 2 juli 2024 värvades Albæk av Weiche Flensburg i tyska fjärdeligan.